# Nyctemera druna
Nyctemera druna är en fjärilsart som beskrevs av Swinhoe 1904. Nyctemera druna ingår i släktet Nyctemera och familjen björnspinnare. Inga underarter finns listade i Catalogue of Life.